# Antepione imitata
Antepione imitata är en fjärilsart som beskrevs av H. Edwards 1884. Antepione imitata ingår i släktet Antepione och familjen mätare. Inga underarter finns listade i Catalogue of Life.

## Bildgalleri

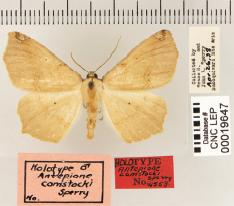
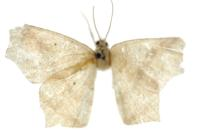
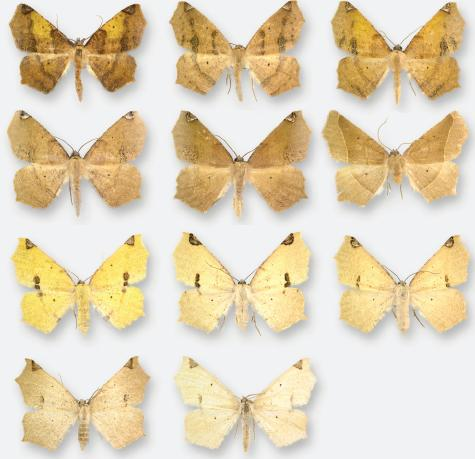
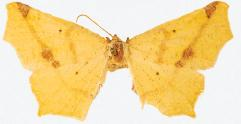
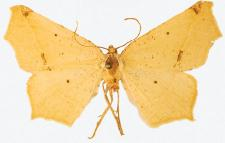